# 约讷河畔新城
約訥河畔新城（法語：Villeneuve-sur-Yonne，法語發音：[vilnœv syʁ jɔn]）是法国勃艮第-弗朗什-孔泰大区约讷省的一个市镇，位于该省中部偏北，属于桑斯区。约讷河畔新城历史上为重要的军事要塞，是巴黎前往普罗旺斯及意大利地区的必经之路。

## 地理
约讷河畔新城（48°4'53"N, 3°17'48"E）面积40 平方千米，位于法国勃艮第-弗朗什-孔泰大區约讷省，该省份为法国中北部内陆省份，西接卢瓦雷省，西北接塞纳-马恩省，南至涅夫勒省，东临科多尔省，东北与奥布省接壤。
与约讷河畔新城接壤的市镇（或旧市镇、城区）包括：帕西、阿尔莫、莱博尔德、比西勒勒波、迪蒙、马尔桑日、鲁松、圣于连迪索、韦龙。
约讷河畔新城的时区为UTC+01:00、UTC+02:00（夏令时）。

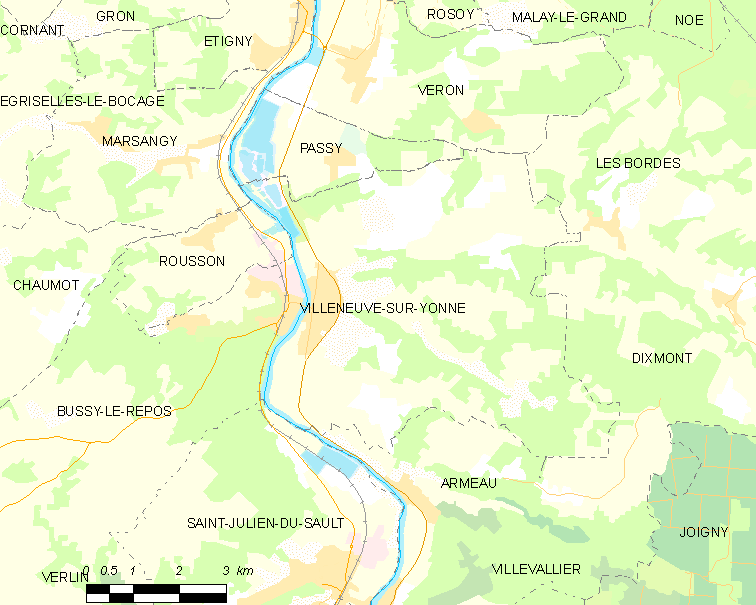
约讷河畔新城的OSM定位图

## 行政
约讷河畔新城的邮政编码为89500，INSEE市镇编码为89464。

## 政治
约讷河畔新城所属的省级选区为约讷河畔新城县。

## 人口

1962-2008年间约讷河畔新城人口变化图示

约讷河畔新城于2022年1月1日时的人口数量为5130人。

## 友好城市
- 捷克 上布日扎
- 德国 布劳巴赫